# Tvåan, Västergötland
Tvåan är en sjö i Vårgårda kommun i Västergötland och ingår i Göta älvs huvudavrinningsområde.